# Etien Velikonja
Etien Velikonja (Šempeter pri Gorici, 26 december 1988) is een Sloveense voetballer die doorgaans speelt als spits. Velikonja speelde tussen 2009 en 2012 driemaal voor het Sloveens voetbalelftal.

## Carrière

### ND Gorica
Velikonja, die een neef is van Tim Matavž, begon zijn carrière bij het Sloveense ND Gorica. Daar kwam hij in vijf seizoenen tot 122 wedstrijden en veertig goals. In het seizoen 2008/09 werd hij topscorer van de Prva Liga met 17 goals.

### NK Maribor
In januari 2011 maakte hij de binnenlandse overstap naar NK Maribor. Daar werd hij drie keer landskampioen werd en pakte hij eenmaal de nationale beker en de Supercup. Daar speelde hij 63 wedstrijden en scoorde hij 28 keer, alvorens hij de interesse uit Engeland genoot.

### Cardiff City
In 2012 ging hij naar Cardiff City maar kwam weinig aan bod. Hij speelde tussen 2012 en 2016 slechts vijf keer voor de club uit Wales. Hij werd meerdere keren uitgeleend.

### Rio Ave
In het seizoen 2013/14 speelde Velinkonja op huurbasis in Portugal voor Rio Ave waarmee hij de finale van zowel de Taça de Portugal als de Taça da Liga verloor van Benfica. In totaal kwam hij daar echter weinig aan spelen toe. Na zeven duels en één goal keerde hij terug bij Cardiff.

### Lierse SK
Velikonja  werd in de winter van 2015 binnengehaald door Lierse. Hij wordt gehuurd tot het einde van het seizoen. Zijn debuutmatch voor Lierse was op 18 januari, op de 22ste speeldag van de Eerste klasse. Hij viel in voor Hernán Losada. In de regulaire competitie maakte hij twee doelpunten en in de play-offs eveneens. In 2015/16 werd Velikonja met 24 doelpunten topscorer in de Tweede klasse, waarbij geen enkel kopbaldoelpunt. Hij werd door de trainers van de Tweede klasse verkozen tot de beste speler van het seizoen. Hij mocht zodoende de zilveren schoen in ontvangst nemen.

### Olimpija Ljubljana
In 2016 vertrok Velikonja definitief bij Cardiff City en vertrok hij naar Olimpija Ljubljana. Na een halfjaar, 26 duels en zeven goals ging hij in de winterstop in Turkije voetballen bij Genclerbirligi SK. Daar speelde hij zeven wedstrijden en scoorde hij eenmaal.

### Willem II
In 2017 tekende hij een contract voor een jaar bij Willem II. Hij scoorde 3 doelpunten in 5 wedstrijden maar moest door een zware blessure de rest van het seizoen missen. Hij werd in juli 2018 transfervrij nadat Willem II zijn contract niet verlengde. In februari 2019 keerde hij terug bij ND Gorica. Ondanks dat Velikonja 8 doelpunten maakte in 16 wedstrijden, degradeerde de club voor het eerst.

### N.E.C.
Op 2 september 2019 verruilde hij ND Gorica voor N.E.C. waar hij een eenjarig contract ondertekende met een optie op nog een seizoen. In zijn debuutwedstrijd (2-2 tegen FC Den Bosch) werd Velikonja na 73 minuten ingebracht voor Mart Dijkstra en scoorde hij in de 94'ste minuut de bevrijdende gelijkmaker en zijn eerste goal voor de club. Vanwege het bereiken van een persoonlijke doelstelling in zijn contract, werd de optie voor het seizoen 2020/21 automatisch geactiveerd. 

### Gorica 2
Op 25 september 2020 werd Velikonja voor de rest van het seizoen 2020/21 verhuurd aan zijn oude club ND Gorica die weer naar het hoogste niveau in Slovenië gepromoveerd is. Bij Gorica speelde Velikonja 32 wedstrijden en werd met drie doelpunten gedeeld clubtopscorer. Zijn club werd echter laatste en degradeerde. Hierna liep zijn contract bij N.E.C. af. In augustus 2021 verbond hij zich wederom aan ND Gorica. Hij scoorde tot medio 2023 in totaal 18 doelpunten in 51 competitiewedstrijden. In het seizoen 2021/22 werd hij met zijn club kampioen en promoveerde terug naar het hoogste niveau. Daarin degradeerde Gorica een jaar later echter weer via de playoffs om promotie-degradatie.

### Kras Repen
Velikonja ging in 2023 voor het Italiaanse NK Kras Repen spelen dat uitkomt in de Eccellenza Friuli-Venezia Giulia. 

## Carrièrestatistieken
| Seizoen | Club               | Competitie     | Competitie | Competitie | Beker | Beker | Overig | Overig | Totaal | Totaal |
| Seizoen | Club               | Competitie     | Wed.       | Dlp.       | Wed.  | Dlp.  | Wed.   | Dlp.   | Wed.   | Dlp.   |
| ------- | ------------------ | -------------- | ---------- | ---------- | ----- | ----- | ------ | ------ | ------ | ------ |
| 2006/07 | ND Gorica          | Prva Liga      | 7          | 1          | 0     | 0     | 2      | 0      | 9      | 1      |
| 2007/08 | ND Gorica          | Prva Liga      | 31         | 5          | 0     | 0     | 2      | 0      | 33     | 5      |
| 2008/09 | ND Gorica          | Prva Liga      | 32         | 17         | 4     | 4     | 3      | 1      | 39     | 22     |
| 2009/10 | ND Gorica          | Prva Liga      | 16         | 5          | 0     | 0     | 2      | 0      | 18     | 5      |
| 2010/11 | ND Gorica          | Prva Liga      | 18         | 4          | 3     | 3     | 2      | 0      | 23     | 7      |
| 2010/11 | NK Maribor         | Prva Liga      | 16         | 6          | 2     | 1     | 0      | 0      | 18     | 7      |
| 2011/12 | NK Maribor         | Prva Liga      | 30         | 14         | 5     | 6     | 7      | 1      | 42     | 21     |
| 2012/13 | NK Maribor         | Prva Liga      | 2          | 0          | 0     | 0     | 1      | 0      | 3      | 0      |
| 2012/13 | Cardiff City       | Championship   | 3          | 0          | 1     | 0     | 0      | 0      | 4      | 0      |
| 2013/14 | → Rio Ave          | Primeira Liga  | 7          | 1          | 0     | 0     | 0      | 0      | 7      | 1      |
| 2014/15 | Cardiff City       | Championship   | 0          | 0          | 1     | 0     | 0      | 0      | 1      | 0      |
| 2014/15 | → Lierse SK        | Eerste klasse  | 11         | 4          | 0     | 0     | 5      | 1      | 16     | 5      |
| 2015/16 | → Lierse SK        | Tweede klasse  | 29         | 24         | 0     | 0     | 0      | 0      | 29     | 24     |
| 2016/17 | Olimpija Ljubljana | Prva Liga      | 21         | 4          | 3     | 2     | 2      | 1      | 26     | 7      |
| 2016/17 | Genclerbirligi     | Süper Lig      | 6          | 0          | 1     | 1     | 0      | 0      | 7      | 1      |
| 2017/18 | Willem II          | Eredivisie     | 5          | 3          | 1     | 0     | 0      | 0      | 6      | 3      |
| 2018/19 | ND Gorica          | Prva Liga      | 16         | 8          | 0     | 0     | 2      | 1      | 18     | 9      |
| 2019/20 | ND Gorica          | Druga Liga     | 6          | 7          | 0     | 0     | 0      | 0      | 6      | 7      |
| 2019/20 | N.E.C.             | Eerste divisie | 15         | 2          | 1     | 0     | 0      | 0      | 16     | 2      |
| 2020/21 | N.E.C.             | Eerste divisie | 1          | 0          | 0     | 0     | 0      | 0      | 1      | 0      |
| 2020/21 | ND Gorica          | Prva Liga      | 32         | 3          | 0     | 0     | 0      | 0      | 32     | 3      |
| 2021/22 | ND Gorica          | Druga Liga     | 26         | 12         | 1     | 0     | 0      | 0      | 27     | 12     |
| 2022/23 | ND Gorica          | Prva Liga      | 25         | 6          | 0     | 0     | 2      | 0      | 27     | 6      |
|         |                    | Totaal         | 355        | 126        | 23    | 17    | 30     | 5      | 408    | 148    |

Laatste update: 6 maart 2024

## Erelijst

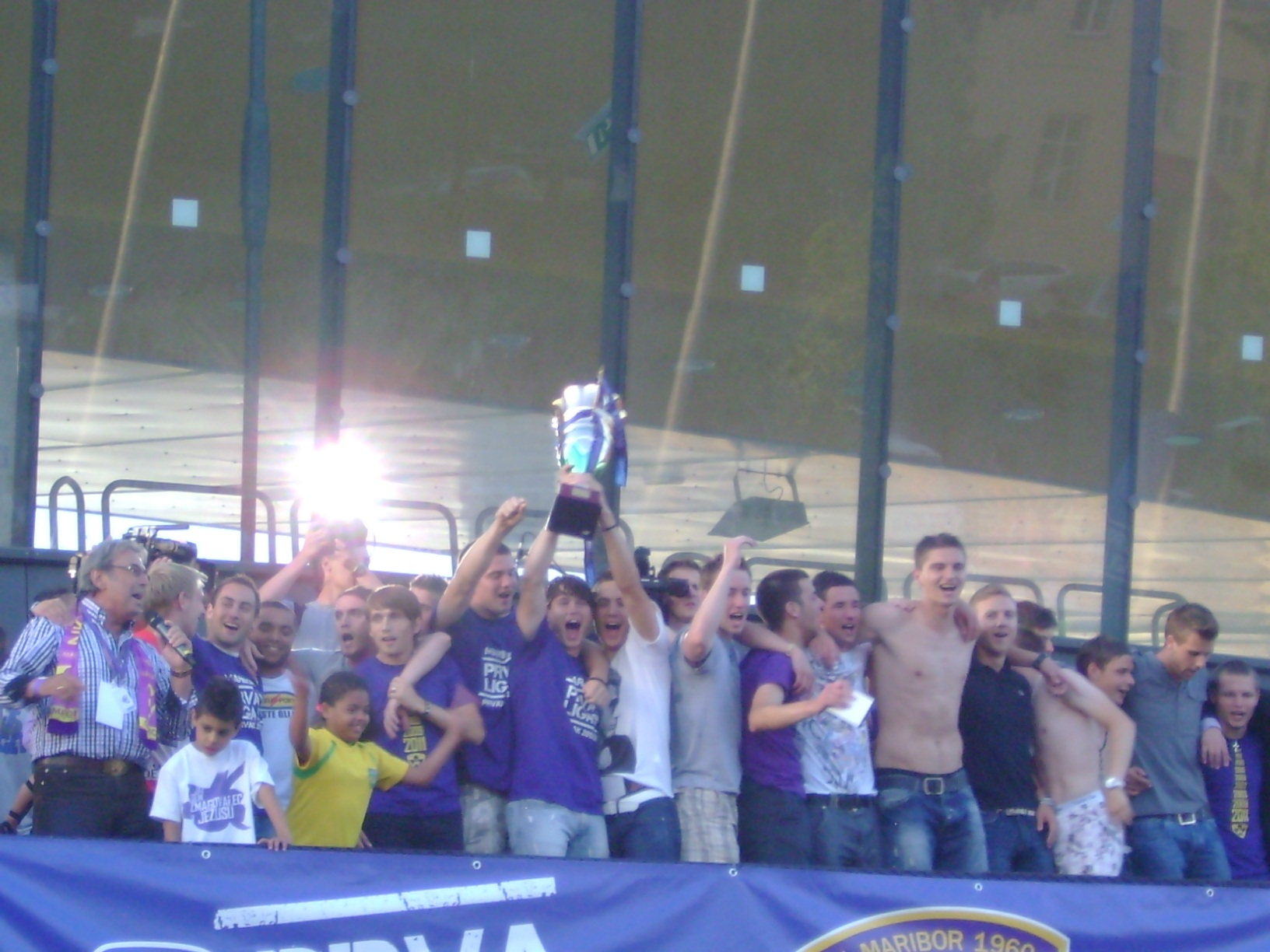
Velikonja houdt de beker voor de Sloveense landstitel 2011 omhoog als speler van Maribor

| Competitie                  | Aantal     | Jaren            |            |            |
| NK Maribor                  | NK Maribor | NK Maribor       | NK Maribor | NK Maribor |
| --------------------------- | ---------- | ---------------- | ---------- | ---------- |
| Landskampioen Slovenië      | 2x         | 2010/11, 2011/12 |            |            |
| Beker van Slovenië          | 1x         | 2011/12          |            |            |
| Sloveense supercup          | 1x         | 2012             |            |            |
| Cardiff City                |            |                  |            |            |
| Kampioen Championship       | 1x         | 2012/13          |            |            |
| ND Gorica                   |            |                  |            |            |
| 2. slovenska nogometna liga | 1x         | 2021/22          |            |            |

Individueel
| Individueel                           |    |                 |
| Topscorer 1. slovenska nogometna liga | 1x | Seizoen 2008/09 |
| Zilveren Schoen Tweede klasse         | 1x | Seizoen 2015/16 |
| Topscorer Tweede klasse               | 1x | Seizoen 2015/16 |